# Средоречки партизански отряд
Средоречки партизански отряд действа в околностите на Кюстендил и най-вече на с. Средорек по време на партизанското движение в България (1941 – 1944).
Средоречки партизански отряд е създаден от Трънския партизански отряд през юни 1944 г. Осъществява непосредствената връзка с ЮНОА по време на похода на Първа и Втора софийска народоосвободителна бригада към Рила и Стара планина.
Провежда акции в с. Извор, с. Драгойчинци и с. Чепинци. Води сражения с войска и полиция в Милевската планина съвместно с Босилеградски партизански отряд „Георги Раковски“.
На 7 и 8 септември 1944 г. овладява района около с. Средорек.